# Телепине
Телепине́ —  село в Україні, у Черкаському районі Черкаської області, підпорядковане Кам'янській міській громаді. Розташоване за 20 км на південний захід від центру громади — міста Кам'янки та за 9 км від залізничної станції Сердюківка. Населення 1034 чоловік (на 2024 рік).

## Історія села
Село виникло в XVI столітті в нейтральній зоні між володіннями Польщі та Туреччини. Тут постійно перебувала сотня прикордонних козаків під командою посадського Телепая.
Інше джерело свідчить, що слобода Телепин заснована в 1766 році Пясковським на землях Станіслава Любомирського на таких засадах:
|  | Із заснованої слободи дозволяється отримувати прибуток протягом 5 років зі звільненням селян, які поселилися в ній, протягом трьох років. Засновник має заселити слободу людьми з інших країв, якраз переселених не з володінь поміщика. Після перебігу трьох років заселені селяни будуть зобов'язані платити данину на користь поміщика, яка узвичаєна у всій смілянській волості. Також дозволяється корчемна оренда та її визначення із застереженням, щоби напої відпускалися за справедливими у всій смілянській волості мірками та ціною. Засновнику після перебігу п'яти років без всяких претензій щодо заснування передати слободу поміщику. |

Після розгрому турків і вигнання поляків селище Телепине, яке складалось із 40 хат і називалось Телепай, нараховувало в 1846 році 100 жителів і в 1846 році названо Телепни (за документальними даними уже як містечко).
Селище почало інтенсивно заселятись в XVII столітті. Поселення відбувалось на двох берегах річки Мокрий (або Гнилий) Ташлик, яка протікає з півдня на північ і розділяє поселення на дві частини. На північній частині (окраїні) селища розташоване урочище «Гамарня», яким володів громадянин Горбань. Південніше «Гамарні» розкинулись широкі луки, через які йшов шлях на Смілу. На місті сучасної ГЕС стояв постоялий двір і шинок баби Онищихи. «Гамарня» була віддана селянам по Таранову греблю (Таранова гребля зв'язувала східну і західну частину села). Назва греблі походить від прізвища селянина Тарана, який тут першим купив землю. В північно-західному напрямку селища, обабіч річки Мокрий Ташлик, проходить дорога «Смілянська». На відстані 300-х метрів від дороги було кладовище (було, тепер під садибами жителів вулиці Чередниківка, нині вулиця Шевченка). В північно-західній частині села в першій чверті XIX століття виникла вулиця «Чередниківка», де жили пастухи (чередники), яких населив поміщик генерал-лейтенант А. М. Бороздін. Поміщиця Катерина Миколаївна Давидова (до шлюбу Самойлова) по матері була небогою князя Потьомкіна і наділила цю землю зятеві Андрію Бороздіну, який вигнав панів Осінських та Жаботинських і заволодів їх помістями. У Телепині 17 квітня 1825 року донька поміщика Катерина взяла шлюб з декабристом В. М. Ліхарєвим. В селищі досі є ліс Осінський, в якому був розташований маєток графині Осінської. Графиня була закохана в музику і літературу. Великий композитор П. Чайковський свого часу гостював у маєтку Осінської, саме тут навколишня природа надихнула композитора на створення музичного шедевру «Пори року». З розповідей старожилів села дійшли відомості про те, що саме в маєтку Осінських під великим розлогим дубом і були написані «Пори року».
Після смерті Бороздіна володіння перейшло до сина Лева Бороздіна, пізніше предводителя Чигиринського дворянства в 1840–1857 роках. В 70-х роках XIX століття поміщик Бороздін маючи багато боргів продав землю поміщику Терещенку разом з економіями.
Станом на 1885 рік у колишньому власницькому містечку, центрі Телепинської волості Чигиринського повіту Київської губернії, мешкало 1796 осіб, налічувалось 283 дворових господарства, існували православна церква, 3 постоялих двори, 3 постоялих будинки, лавка, винокурний завод, базари по неділях. За переписом 1897 року кількість мешканців зросла до 3199 осіб (1608 чоловічої статі та 1591 — жіночої), з яких 2567 — православної віри, 632 — юдейської.
До Жовтневого перевороту в селі було дві економії, які належали поміщиці Фросині Сахновській. Перша економія називалась Олександрівська на південній окраїні села, по лівій стороні дороги Телепино-Лузанівка. Друга економія була на південно-східній окраїні села. Тут працювали селяни Довгалівки. Пізніше поміщицька економія перейшла до рук громади. Перші місяці керував народною економією Мельник Яків. В грудні 1917 року і по квітень 1918 року поміщицька земля була поділена між селянами. Дрібний інвентар, робоча худоба роздані селянам. Після Жовтневого перевороту маєток було розграбовано, але ще у 80-ті роки XX століття в лісі було видно руїни цього величного будинку.
В роки німецько-радянської війни 491 житель села пішов на фронт, 231 з них загинули в боях, 235 були нагороджені радянськими бойовими орденами і медалями. 25 січня 1944 року село було відвойоване у нацистів, при цьому загинули 34 особи 20-го Гвардійського корпусу 1-го Українського фронту.
Станом на 1972 рік в селі проживало 2464 мешканця, працював колгосп «30-річчя ВЛКСМ» за яким було закріплено 3,3 тисяч га сільськогосподарських угідь, в тому числі 2,4 тисячі га орної землі. Основними напрямами господарства були вирощування зернових культур і цукових буряків, працював вальцьовий млин. На той час в селі працювали середня школа, будинок культури з залом на 400 місць, бібліотека з фондом 8 тисяч книг, дільнича лікарня на 25 ліжок.

## Сучасність
У селі є Будинок культури, бібліотека, заклад дитячого дошкільного виховання, загальноосвітня школа, лікарня на 8 ліжко-місць, храм Архістратига Михаїла Української православної церкви Московського патріархату, відділення поштового зв’язку та філія Ощадного банку. Село газифіковано.

### Ресурси інтернету
- who-is-who.com.ua[недоступне посилання з травня 2019]
- Telepin albo Telepino // Słownik geograficzny Królestwa Polskiego. — Warszawa : Druk «Wieku», 1892. — Т. XII. — S. 283. (пол.)
- Telepin // Słownik geograficzny Królestwa Polskiego. — Warszawa : Druk «Wieku», 1902. — Т. XV, cz. 2. — S. 655. (пол.)